# Майдан-Лабунь
Майдан-Лабунь (укр. Майдан-Лабунь) — село в Шепетовском районе Хмельницкой области Украины.
Население по переписи 2001 года составляло 226 человек. Почтовый индекс — 30416. Телефонный код — 3840. Занимает площадь 111 км². Код КОАТУУ — 6825584603.

## Местный совет
30416, Хмельницкая обл., Шепетовский р-н, с. Михайлючка, ул. Ленина, 44